# SAD GIRLZ LUV MONEY
《SAD GIRLZ LUV MONEY》是加纳裔美国女歌手Amaarae与Moliy于2020年发布的一首单曲，收录于Amaarae的首张专辑《The Angel You Don't Know》中。2021年9月16日，美国歌手卡莉·乌奇斯的混音版发行后便在TikTok大受欢迎，并陆续出现在各种国际排行榜上，包括在美国公告牌百强单曲榜上排名第80。此外，歌曲还在全球Spotify热播榜及美国TikTok热门曲目上登上榜首。

## 歌曲内容
《SAD GIRLZ LUV MONEY》是一首非洲节奏音乐的流行歌曲，歌曲讲述了“金钱是个人成长的一种手段，以及人们有时无法控制想去派对跳舞的欲望”。Amaarae在接受《Crack Magazine》的采访时表示这首歌体现了当今现代女性独立解放的心态。她认为每个人都需要摆脱困境才能得到报酬。她也表示自己很喜欢这张单曲，因为它是关于她所相信的一切，并透露与Moliy之间的化学反应非常美妙。

## 榜单成绩

### 卡莉·乌奇斯混音版
| 榜单（2021）                       | 最高位置 |
| ---------------------------------- | -------- |
| 奥地利（Ö3四十强单曲榜）           | 49       |
| 加拿大（Canadian Hot 100）         | 48       |
| 捷克（百強數位單曲榜）             | 74       |
| 德国（德國官方單曲榜）             | 64       |
| 全球（Billboard Global 200）       | 26       |
| 愛爾蘭（愛爾蘭唱片音樂協會单曲榜） | 28       |
| 荷兰（百强单曲榜）                 | 55       |
| 葡萄牙（葡萄牙唱片業協會单曲榜）   | 13       |
| 瑞士（瑞士热门音乐榜）             | 18       |
| 英國（官方榜单公司單曲榜）         | 29       |
| 英國（官方榜单公司獨立榜）         | 4        |
| 美国（《告示牌》百大單曲榜）       | 80       |

## 销售认证
| 地區                       | 认证 | 认证单位/销量 |
| -------------------------- | ---- | ------------- |
| 葡萄牙（葡萄牙唱片業協會） | 金   | 5,000‡        |
| ‡僅含認證的+實際銷量       |      |               |